# Cantón de Pontailler-sur-Saône
El cantón de Pontailler-sur-Saône era una división administrativa francesa, que estaba situada en el departamento de Côte-d'Or y la región de Borgoña.

## Composición
El cantón estaba formado por diecinueve comunas:
- Binges
- Cirey-les-Pontailler
- Cléry
- Drambon
- Étevaux
- Heuilley-sur-Saône
- Lamarche-sur-Saône
- Marandeuil
- Maxilly-sur-Saône
- Montmançon
- Perrigny-sur-l'Ognon
- Pontailler-sur-Saône
- Saint-Léger-Triey
- Saint-Sauveur
- Soissons-sur-Nacey
- Talmay
- Tellecey
- Vielverge
- Vonges

## Supresión del cantón de Pontailler-sur-Saône
En aplicación del Decreto nº 2014-175 de 18 de febrero de 2014, el cantón de Pontailler-sur-Saône fue suprimido el 22 de marzo de 2015 y sus 19 comunas pasaron a formar parte del nuevo cantón de Auxonne.